# Tre Valli Varesine 1999
La Tre Valli Varesine 1999, settantanovesima edizione della corsa, si svolse il 17 agosto 1999 su un percorso di 200 km. La vittoria fu appannaggio dell'italiano Sergio Barbero, che completò il percorso in 5h04'25", precedendo i connazionali Davide Rebellin e Francesco Casagrande.
Sul traguardo di Varese 68 ciclisti, sui 164 partiti da Gallarate, portarono a termine la competizione.

## Ordine d'arrivo (Top 10)
| Pos. | Corridore            | Squadra                 | Tempo    |
| ---- | -------------------- | ----------------------- | -------- |
| 1    | Sergio Barbero       | Mercatone Uno-Bianchi   | 5h04'25" |
| 2    | Davide Rebellin      | Team Polti              | s.t.     |
| 3    | Francesco Casagrande | Vini Caldirola-Sidermec | s.t.     |
| 4    | Paolo Lanfranchi     | Mapei-Quick Step        | a 19"    |
| 5    | Vitali Kokorine      | Saeco-Cannondale        | a 44"    |
| 6    | Ivan Basso           | Riso Scotti-Vinavil     | a 2'10"  |
| 7    | Volodymyr Duma       | Navigare-Gaerne         | a 2'24"  |
| 8    | Oscar Pozzi          | Riso Scotti-Vinavil     | s.t.     |
| 9    | Pavel Tonkov         | Mapei-Quick Step        | a 3'23"  |
| 10   | Alessandro Varocchi  | Amica Chips             | s.t.     |